# Maria Krystyna Austriacka
Maria Krystyna Austriacka, Maria Krystyna Habsburg, niem. Maria Christina Désirée Henriette Felicitas Rainiera von Habsburg-Lothringen (ur. 21 lipca 1858 w Židlochovicach, zm. 6 lutego 1929 w Madrycie) – arcyksiężniczka austriacka, królowa Hiszpanii, regentka Hiszpanii w latach 1885-1902 w imieniu Alfonsa XIII.

## Zarys biografii
Urodziła się w Židlochovicach (niem. Gross Seelowitz), niedaleko Brna. Jej rodzicami byli arcyksiążę Karol Ferdynand oraz jego żona, arcyksiężniczka Elżbieta Franciszka. W rodzinie znana była jako „Christa”. 
29 listopada 1879 w Madrycie poślubiła króla Hiszpanii Alfonsa XII. Została jego drugą żoną. Urodziła dwie córki, a gdy była w ciąży z trzecim dzieckiem, jej mąż zmarł. Tron Hiszpanii pozostał nieobsadzony aż do 17 maja 1886, kiedy to Maria Krystyna urodziła pogrobowego syna. 
Jako wdowa, matka i regentka (do 1902), Maria Krystyna w wieku 27 lat zrezygnowała z pełnego przepychu życia dworskiego. Zupełnie oddała się opiece nad małoletnim synem (królem). Jej doradcą został Práxedes Mateo Sagasta. Rola Marii Krystyny polegała na piastowaniu korony do czasu osiągnięcia pełnoletniości przez Alfonsa XIII; gdy w 1906 Alfons XIII ożenił się, straciła swoją dotychczasową pozycję pierwszej damy na dworze królewskim. Resztę życia poświęciła pomocy potrzebującym. Została osiemdziesiątą damą Orderu Królowej Marii Luizy.
Zmarła w pałacu królewskim w Madrycie. Jako matka króla Hiszpanii została pochowana w Escorialu.

## Potomstwo Marii Krystyny i Alfonsa XII
- María de las Mercedes – Isabel Teresa Cristina Alfonsa Jacinta Ana Josefa Francisca Carolina Fernanda Filomena María de Todos los Santos (1880–1904), księżniczka Asturii
- Maria Teresa Izabela Hiszpańska (1882–1912), infantka Hiszpanii
- Alfons XIII (1886–1941), król Hiszpanii

## Upamiętnienie
Na jej cześć nazwano Most Marii Krystyny na rzece Urumea San Sebastián.